# Camesa
Camesa es una localidad del municipio de Valdeolea (Cantabria, España). La localidad se encuentra a 995 metros de altitud sobre el nivel del mar, y a 2,2 kilómetros de la capital municipal, Mataporquera. 
En el año 2024 contaba con una población de 21 habitantes (INE).
Aquí se encuentra una villa romana visitable.

## Paisaje y naturaleza
De todos los pueblos que se acuestan en la falda del monte Ornedo, quizás sea Camesa el que mejores panorámicas descubre. Desde aquí se alcanza a ver el borde meridional de Valdeolea hasta los montes de Valdeprado del Río y, más al sur, hasta los caprichos geológicos de las parameras de Las Tuerces y monte Cildá, en la zona de Aguilar de Campoo, En primer término, se halla el valle del Río Camesa entre Barriopalacio y Mataporquera, con su tortuoso cauce de meandros frecuentemente inundados que forman un valioso humedal.

## Patrimonio histórico
En el lugar conocido con el nombre de La Cueva, entre el caserío de Camesa y el cruce con la carretera de Mataporquera – Rebolledo – Castrillo del Haya (donde se encuentra el yacimiento romano y medieval de El Conventón, se excavó entre los años 1986 y 1991 un yacimiento de época romana que sacó a la luz parte de los cimientos de un edificio de 90 a 120 metros de longitud. Pudo tratarse de los barracones de un destacamento de la Regio IV, encargada de la pacificación y la defensa de Julióbriga sobre los que más tarde de asentaría la ciudad romana de Octaviólca, que conocemos por la mención del geógrafo griego Tolomeo y por el Itinerario de Barro (placa de barro que marcaba la distancia entre las distintas estaciones que atravesaba la calzada romana que llevaba hasta la costa). Nada queda visitable de este yacimiento que estaba totalmente relacionado con las ruinas del Conventón (que analizamos en el pueblo de Rebolledo, pues en la demarcación de este pueblo se encuentran) y con los hallazgos del Castro de Santa Marina en monte Ornedo.
Centrándonos en el caserío de Camesa, destacamos la existencia de algunas casas, blasonadas de interés a lo lardo del ascenso hasta la iglesia de El Salvador, en lo más lato del pueblo. Esta se vio muy transformada a lo largo de los siglos, siendo la mayor parte de la nace del siglo XVI, con algún canecillo y banda decorativa en el muro norte en la línea estética románico-gótica tan común en las iglesias de concejo del sur de la región. En el siglo XVIII se reforma la cabecera y, posteriormente se añaden un pórtico y un cuerpo anexo a la espadaña. En el interior alcanza gran calidad el retablo mayor, construido en el primer cuarto del siglo XVIII por artistas de Cudeyo. Alberga imaginería de interés.
Además de estos yacimientos arqueológicos, en el mismo pueblo podemos encontrar la Casa-Museo de Miguel Bravo, colección etnográfica (más información en la web del Ayuntamiento de Valdeolea)y también en Camesa se celebra la gran Fiesta del burro en el mes de julio.
- Datos: Q5741943